# Feuerdorn

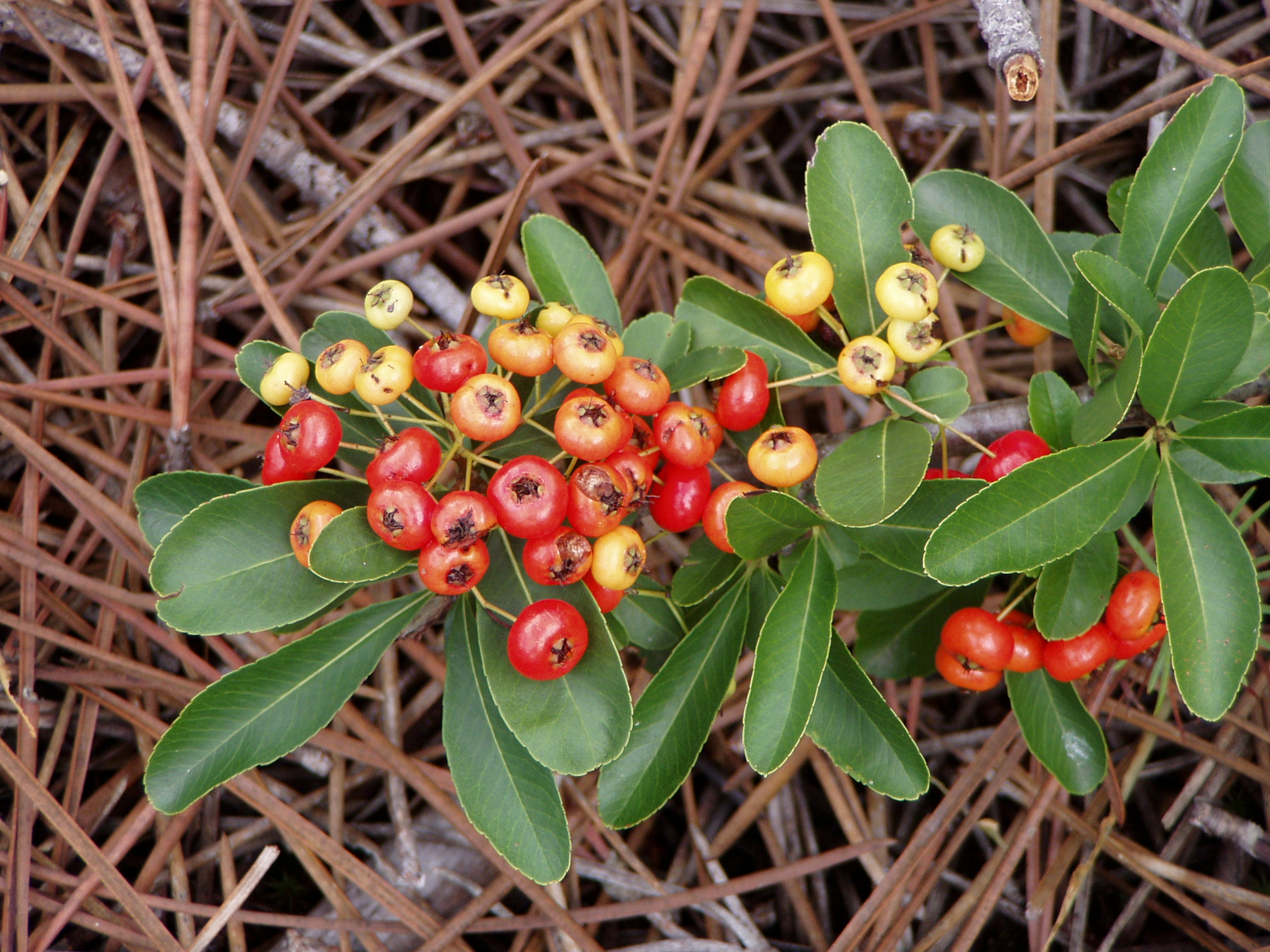
Mittelmeer-Feuerdorn (Pyracantha coccinea)

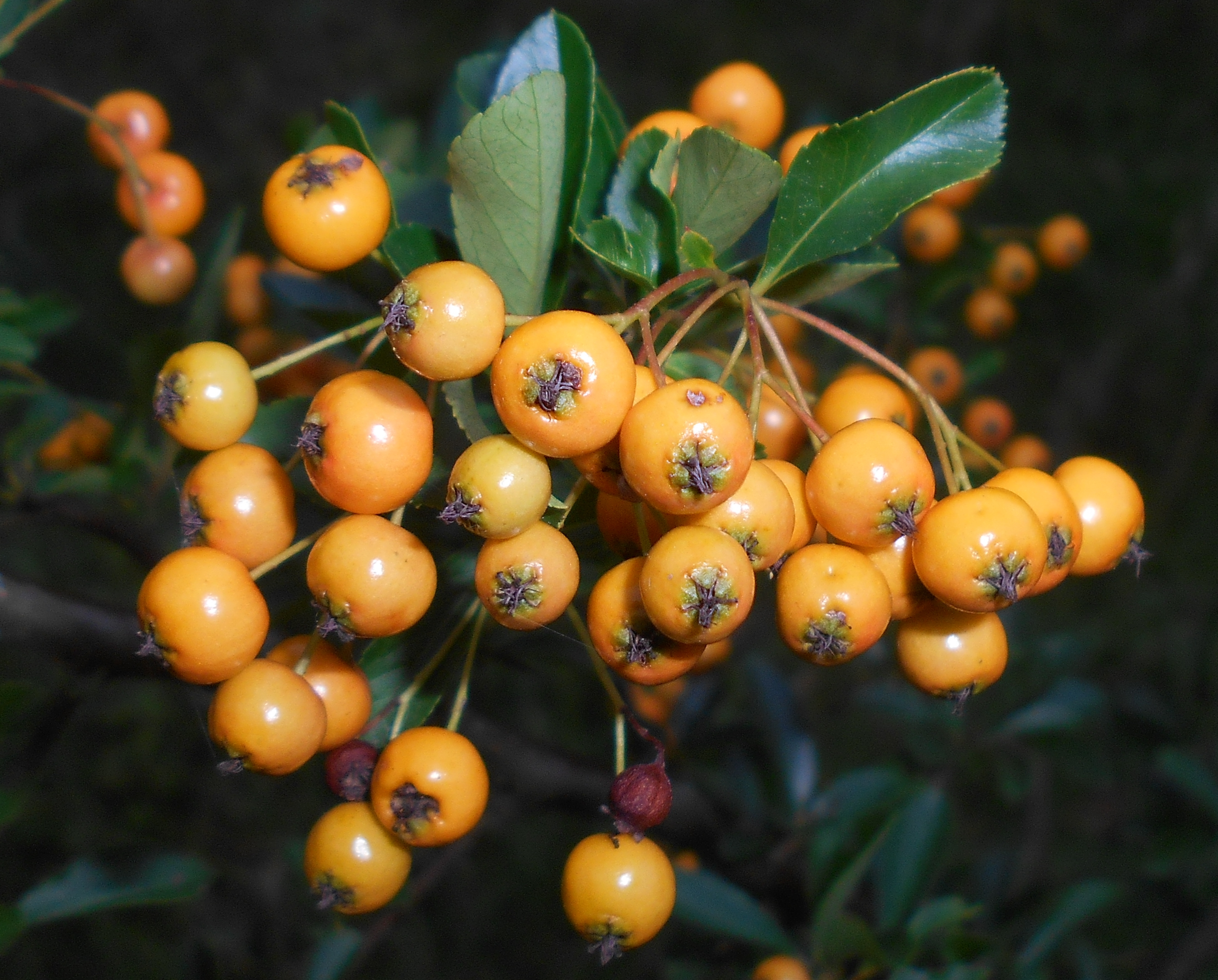
Mittelmeer-Feuerdorn (Pyracantha coccinea)

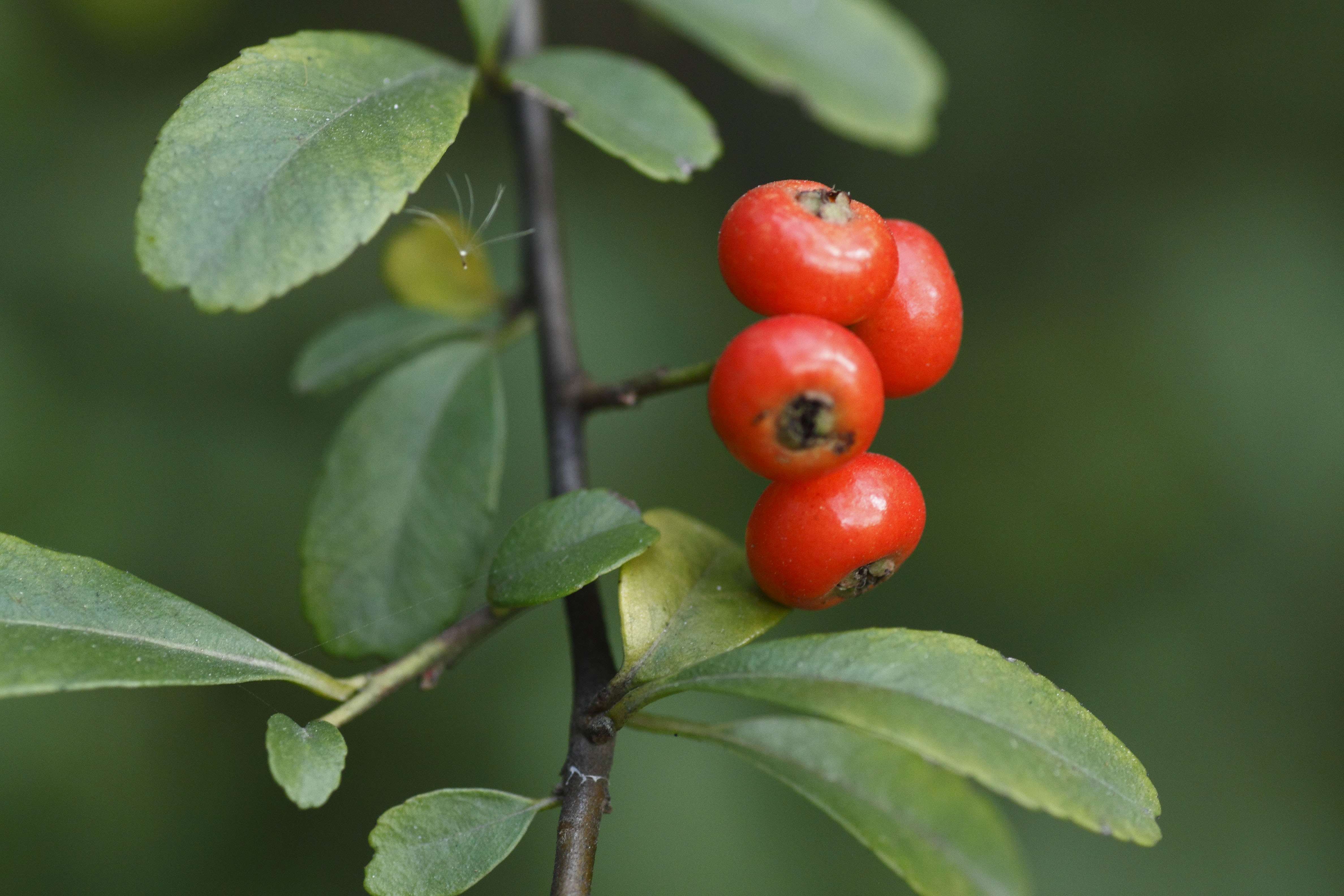
Pyracantha fortuneana

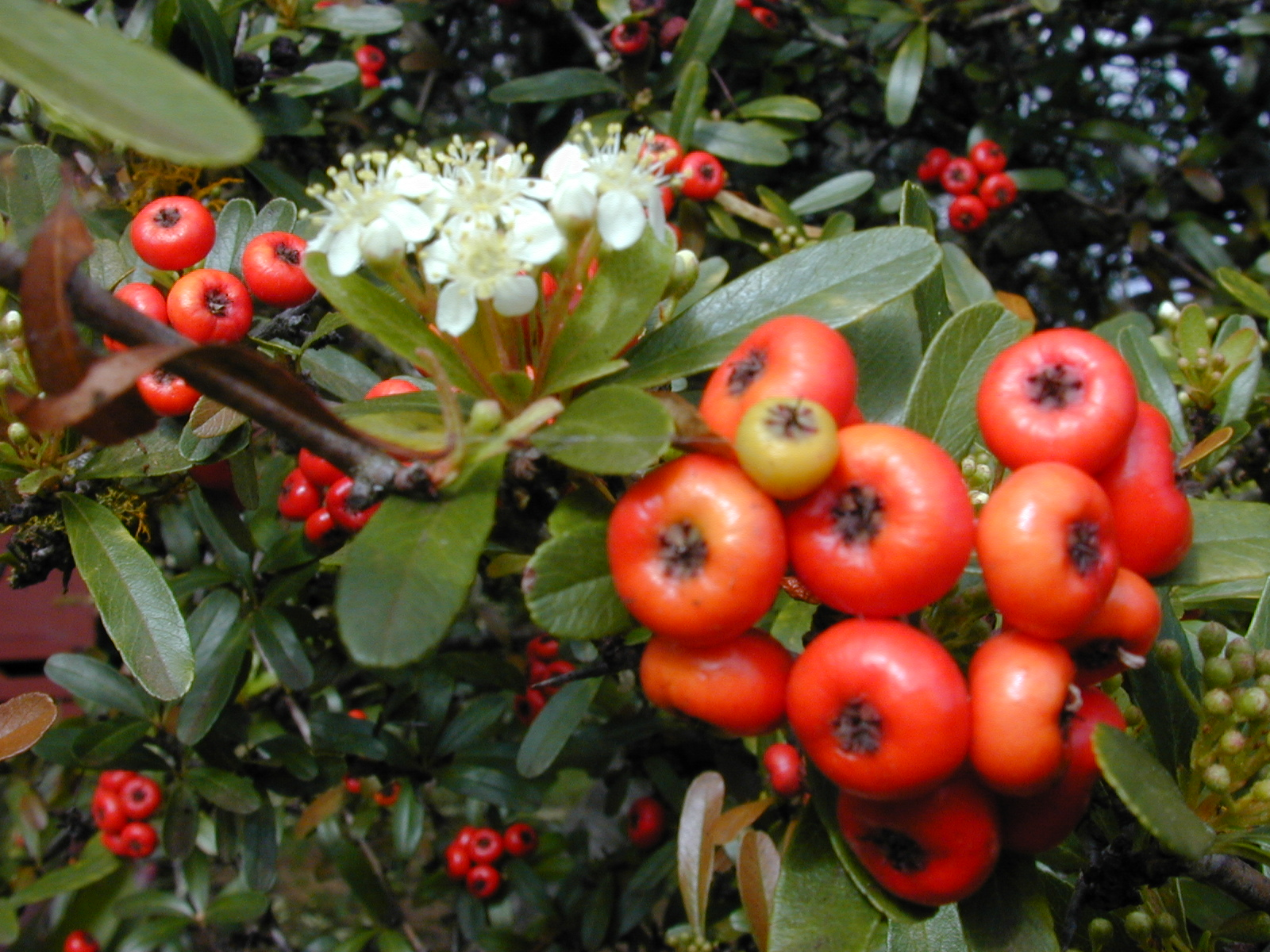
Pyracantha koidzumii

Die Feuerdorne (Pyracantha) sind eine Gattung immergrüner Sträucher aus der Familie der Rosengewächse (Rosaceae) und gehören dort zur Untertribus der Kernobstgewächse (Pyrinae).

## Beschreibung
Pyracantha-Arten wachsen als große, immergrüne Sträucher oder kleine Bäume häufig mit stark bedornten Zweigen, die meist Wuchshöhen von etwa 4 bis 6 Meter erreichen. Die wechselständig oder in Büscheln angeordneten, kurz gestielten bis ungestielten Laubblätter sind einfach. Die Blattränder sind ganz bis gesägt oder gekerbt. Es sind abfallende Nebenblätter vorhanden.
Im Frühjahr oder Frühsommer erscheinen die schirmtraubigen bis schirmrispigen Blütenstände. Die zwittrigen, radiärsymmetrischen Blüten sind fünfzählig. Es ist ein Blütenbecher vorhanden. Die fünf Kelchblätter sind meist grün. Die fünf kurz genagelten Kronblätter sind weiß. Es sind 5 bis 20 Staubblätter mit gelben Staubbeuteln vorhanden. Die fünf Fruchtblätter bzw. Stempel sind halbunterständig und oft frei. Die fünf Griffel sind frei. Es ist ein Diskus vorhanden.
Da die Pflanzen zu den Pyrinae gehören, sehen ihre Früchte wie kleine Äpfel aus. Die im Herbst reifenden Apfelfrüchte sind gelb, rot oder orange gefärbt.
Die Arten der Gattung Feuerdorn kommen ursprünglich von Südosteuropa bis Südostasien vor. Die Gattung ist eng verwandt mit Cotoneaster, unterscheidet sich von dieser jedoch durch dornige Zweige, während Cotoneaster keine Dornen besitzt.

## Nutzung
Der immergrüne Feuerdorn wird wegen seiner auffälligen Blüten und Beeren sehr gern in Gärten als Ziergehölz gepflanzt und seiner dornigen Zweige wegen für Hecken verwendet.
Er wird, obwohl in Mitteleuropa nicht einheimisch, als Vogelschutzgehölz verwendet, da sein dichter Wuchs und die dornigen Zweige Vogelnester gut vor Katzen, Mardern und anderen kleinen Beutegreifern schützen und seine lange am Strauch verbleibenden Beeren im Winter von Vögeln gern gefressen werden.
Er ist recht anspruchslos und verträgt auch Trockenheit, weswegen er in öffentlichen Grünanlagen gern eingesetzt wird.

Die meisten Teile des Feuerdorns, insbesondere auch das Fruchtfleisch, sind zwar ungenießbar, aber auch ungiftig. Nur die Kerne sind schwach giftig: Sie enthalten geringe Mengen cyanogene Glykoside, der Verzehr der Früchte kann deswegen zu Magen-Darm-Beschwerden führen. Vergiftungen, meist leichter Natur, treten vor allem bei Kleinkindern auf. Beim Kochen der Früchte zu Marmelade ist deswegen darauf zu achten, dass das passierte Mus keine Kerne enthält. Feuerdorn-Marmelade ist eine schmackhafte Variante zur herkömmlichen Sanddorn-Marmelade.

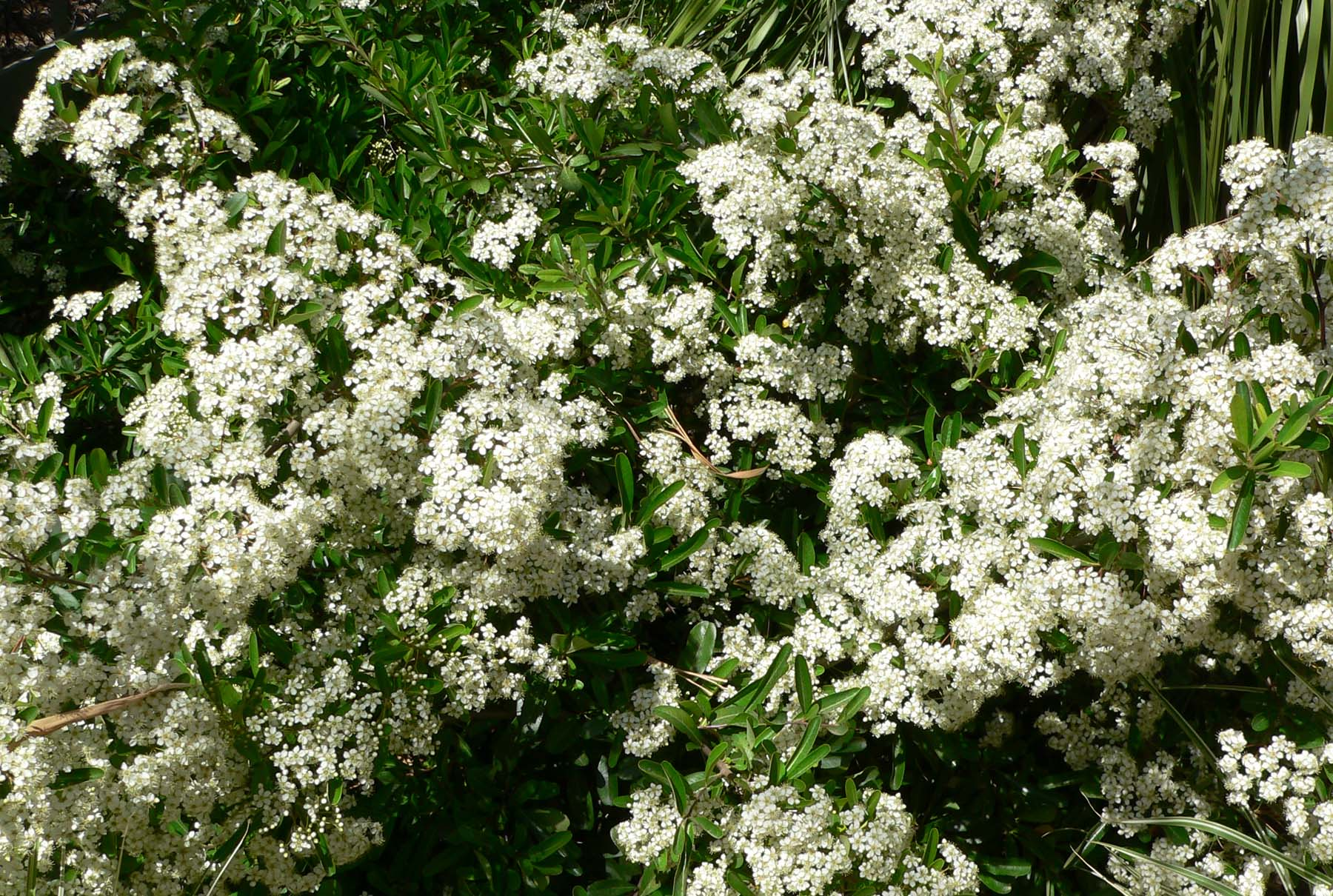
Pyracantha koidzumii 'Santa Cruz'

## Arten und Verbreitung
In der Gattung Pyracantha gibt es sieben bis zehn Arten, die von Südosteuropa bis Südostasien verbreitet sind. Von den sieben in China vorkommenden Arten sind fünf dort endemisch.
- Pyracantha angustifolia (Franch.) C.K.Schneid.: Sie kommt in  Guizhou, Hubei, Sichuan, Xizang, Yunnan und Zhejiang in Höhenlagen von 1600 bis 3000 Metern Meereshöhe vor.[3]
- Pyracantha atalantioides (Hance) Stapf: Sie kommt in Guangdong, Guangxi, Guizhou, Hubei, Hunan, Shaanxi und Sichuan in Höhenlagen von 500 bis 1700 Meter Meereshöhe vor.[3]
- Mittelmeer-Feuerdorn (Pyracantha coccinea M.Roem.)
- Pyracantha crenulata (D.Don) M.Roem.: Sie kommt in Bhutan, Indien, Kaschmir, Myanmar, Nepal, Gansu, Guangdong, Guangxi, Guizhou, Hubei, Hunan, Jiangsu, Jiangxi, Shaanxi, Sichuan, Xizang und Yunnan in Höhenlagen von 700 bis 2500 Meter Meereshöhe vor.[3]
- Pyracantha densiflora T.T.Yu: Sie kommt im nordwestlichen Guangxi vor.[3]
- Pyracantha fortuneana (Maxim.) H.L.Li (Syn.: Photinia fortuneana Maxim., Photinia crenatoserrata Hance, Pyracantha crenatoserrata (Hance) Rehder, Pyracantha crenulata var. yunnanensis M.Vilm. ex Mottet, Pyracantha gibbsii var. yunnanensis (M.Vilm. ex Mottet) Osborn, Pyracantha yunnanensis (M.Vilm. ex Mottet) Chitt.): Sie kommt in  Fujian, Guangxi, Guizhou, Henan, Hubei, Hunan, Jiangsu, Shaanxi, Sichuan, Xizang, Yunnan und Zhejiang in Höhenlagen von 500 bis 2800 Metern Meereshöhe vor.[3]
- Pyracantha inermis Vidal: Sie kommt in Laos und Yunnan vor.[3]
- Pyracantha koidzumii (Hayata) Rehder: Taiwan.
- Pyracantha rogersiana (A.B.Jacks.) Bean: China.

### Potentieller Neophyt
Die beiden Feuerdorn-Arten Pyracantha angustifolia (Schmalblättriger Feuerdorn) und Pyracantha crenulata (Nepal-Feuerdorn) sind in einem von der Deutschen Bundesstiftung Umwelt geförderten Projekt der Uni Potsdam als in Deutschland potentiell invasiv eingestuft, sie haben in anderen gemäßigten Regionen bereits Fuß gefasst und Schaden angerichtet.

### Kultivierung
Die in Gärten gepflanzten Formen werden als Sorten und Hybriden von Pyracantha coccinea geführt.
Es gibt Feuerdornsorten mit gelben, orangen und roten Beeren:
- Gelbe Beeren
  - 'Soleil d’Or'

- Orange Beeren
  - 'Golden Charmer'
  - 'Orange Glow'
  - 'Mohave'

- Rote Beeren
  - 'Red Column'
  - 'Koralle'
  - 'Bad Zwischenahn'